# بوکاتا (بلغارستان)
بوکاتا (به بلغاری: Bukata) یک منطقهٔ مسکونی در بلغارستان است که در استان اسمولیان واقع شده‌است. بوکاتا ۸۲ نفر جمعیت دارد.